# Гранвил (Северна Дакота)
Гранвил (енгл. Granville) град је у америчкој савезној држави Северна Дакота.

## Демографија
По попису из 2010. године број становника је 241, што је 45 (-15,7%) становника мање него 2000. године.
| Група             | 2000.       | 2010.       |
| Белци             | 276 (96,5%) | 230 (95,4%) |
| Афроамериканци    | 1 (0,3%)    | 0 (0,0%)    |
| Азијати           | 0 (0,0%)    | 1 (0,4%)    |
| Хиспаноамериканци | 0 (0,0%)    | 8 (3,3%)    |
| Укупно            | 286         | 241         |